# Veronika Richterová
Veronika Richterová (* 11. ledna 1964, Praha, Československo) je česká výtvarnice, malířka, sochařka. Je zakladatelkou uměleckého stylu nazývaného PET-art.

## Život
Narodila se 11. ledna 1964 v Praze a zde také studovala Střední uměleckoprůmyslovou školu na Žižkově (1978–1982). Po absolvování oboru Tvarování hraček ji přijali na Vysokou školu uměleckoprůmyslovou v Praze. V roce 1990 zde úspěšně ukončila své studium v ateliéru monumentální malby. Během studia na Vysoké škole pracovala pro Českou televizi. Podílela se na večerníčcích pro děti. O rok později, také při studiu, pracovala pro Ústřední loutkové divadlo. Na rozhraní let 1989 a 1990 se zúčastnila půlročního studijního pobytu v Paříži na École Nationale des Arts Décoratifs. Od roku 1990 je na volné noze. Do začátku 90. let 20. století se věnovala především malbě a smaltovaným plastikám, později se přeorientovala na sochy. Při spolupráci s pražskou ZOO vznikla bronzová socha lachtana Gastona před hlavním vstupem, nebo například sousoší Sedm surikat. Sochy vyráběla i z jiných materiálů jako je dřevo nebo hlína. Její malířské období vyústilo v 90. letech 20. století v období mozaiky, která tak protíná zbylé techniky. Od roku 2004 začala pracovat s PET lahvemi.
Vydala několik knížek některé vydala společně s manželem Michalem Cihlářem. S ním má dvě dcery Kiki a Noemi. Žijí v Buštěhradě, kde také převážně tvoří. Buštěhradu se velmi věnuje a tráví zde hodně času. Podílela se se svým manželem na expozici do muzea Oty Pavla v Buštěhradě. Dnes vytváří kreativní programy pro děti i dospělé, zaměřené hlavně na up-cycling, PET-art a jeho šíření.

## Výstavy
- 1989 Smaltované plastiky
- 1990 Malba, smalt
- 1991 Kostry v obrazech
- 1997 Smaltové plastiky
- 1998 Z pralesa do lesa
- 2006 Život je PET
- 2007 Zvěrstvo
- 2007 Poprvé po svatbě
- 2008 PET-ART
- 2008–2009 Pocta PET lahvi
- 2010 PET Tropicana

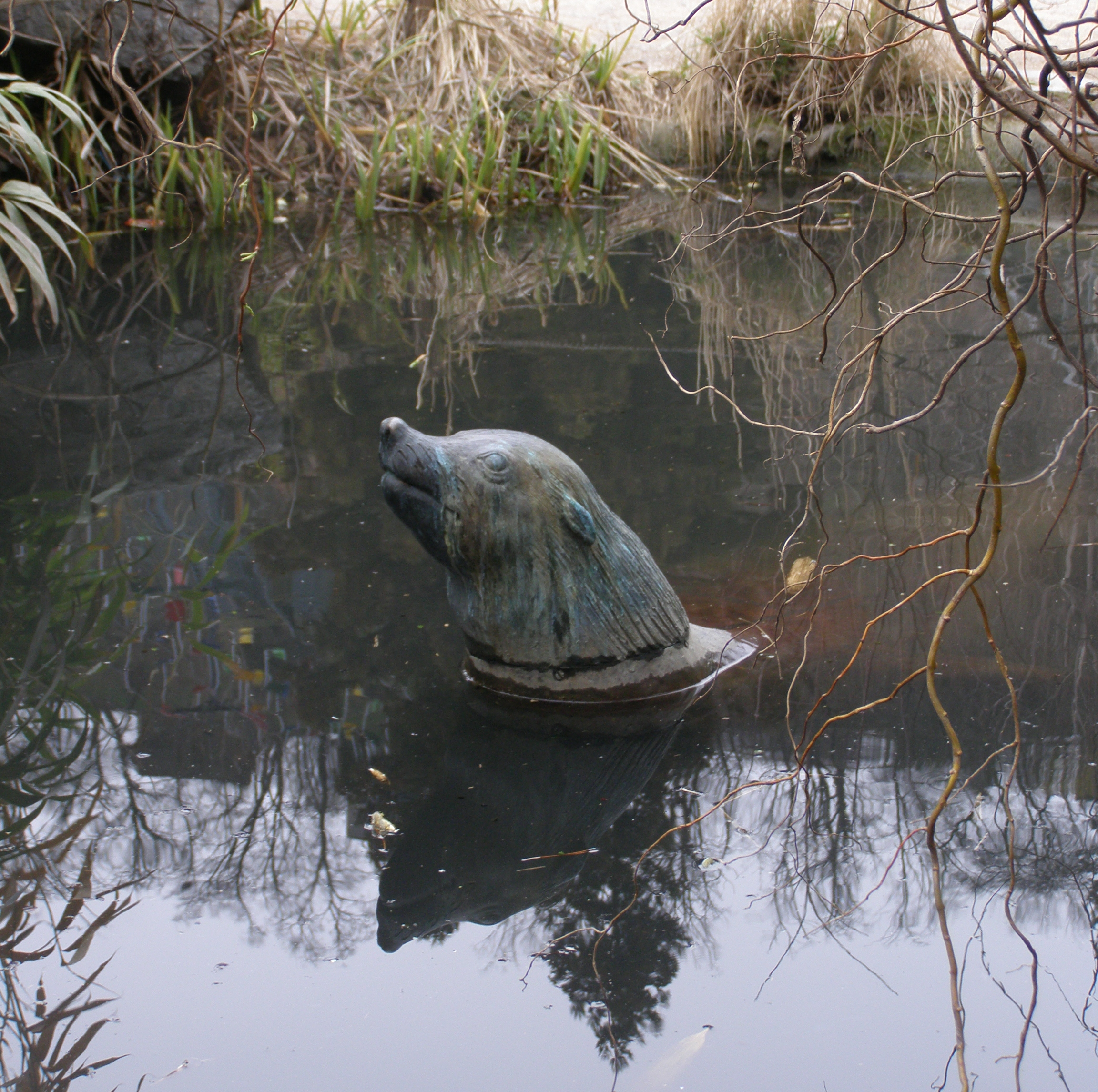
Pomník lachtana Gastona, 2005

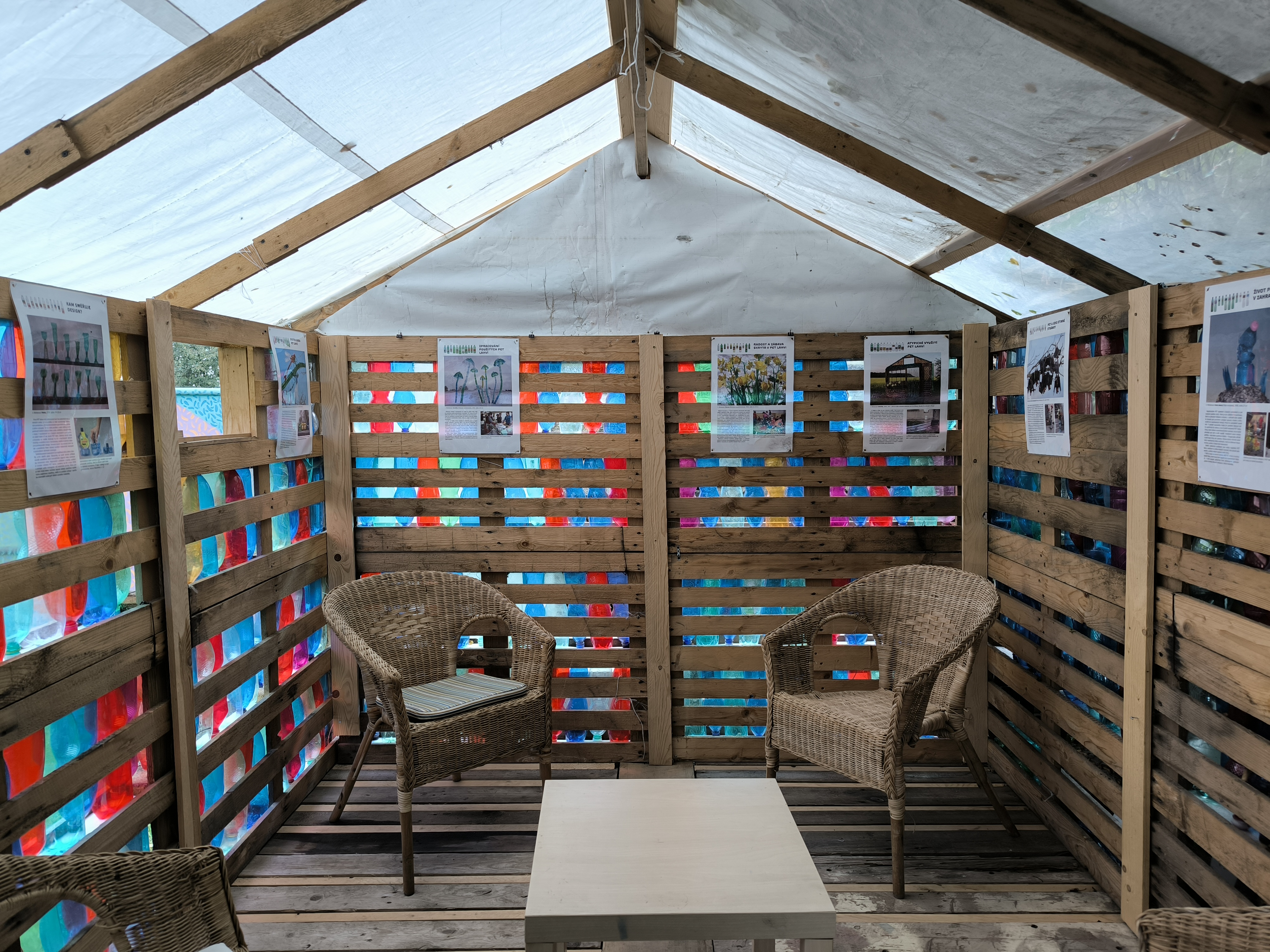
Přístřešek z palet a PET lahví

- 2010 PETart – Kunst aus PET-Flashen
- 2010 Od PETrolejky k PET diodě
- 2010 Genie of the Bottle
- 2010 Fruits of Paradise
- 2012 Letní byt
- 2013 Červené příšeří
- 2013 Dámy a pání
- 2014 Srdeční záležitost
- 2014 Homenaje a la botella PET
- 2015 Srdceráj
- 2015 Dary moře
- 2015 IKEBANA nevoní

## Skupinové výstavy
- 2019 Doba plastová, Východočeská galerie v Pardubicích, Zámek, Pardubice, 26. června – 6. října 2019[4][5]

### Knihy
- Cuba v detailech
- Kambodža v detailech
- Smalty a mozaika
- Pet-art